# Cimetière San Michele de Venise
Le cimetière San Michele (italien : cimitero di San Michele) se trouve sur l'île San Michele de la lagune comprise entre Venise et Murano.

## Histoire
San Michele est devenu cimetière véritablement en 1837 quand a été comblé le canal qui séparait les deux îlots de San Michele et de San Cristoforo della Pace afin d'agrandir le cimetière qui depuis 1807 sur ordre de Napoléon Bonaparte était situé sur ce dernier. Napoléon confie le projet à l’architecte Gian Antonio Selva, auteur de la Fenice. Le projet comportait une chapelle et un portique, mais par manque de fonds, il se résume en un mur en demi cercle et une chapelle octogonale.
Auparavant les dépouilles étaient enterrées dans les parvis ou à l'intérieur des églises. Quand les restes devenaient encombrants, ils étaient transférés jusqu'au XIXe siècle dans les îles de la lagune (ossuaire de Sant'Ariano).
Le cimetière est partagé en plusieurs secteurs : cimetière catholique, cimetière orthodoxe, cimetière protestant.
Le cimetière juif de Venise se trouve sur l'île du Lido.
En 1998, le cimetière fait l'objet d'un concours d'agrandissement, remporté par l'architecte David Chipperfield. Le projet consistait en l'ajout de cours intérieures, un ossuaire et d'un bâtiment de services, phases terminées en 2017. Une troisième phase comprend une extension de l'île avec des jardins et des monuments funéraires.

## Personnalités
- Franco Basaglia (1924-1980), psychiatre
- Cesco Baseggio (1897-1971), acteur de théâtre
- Antonio Berti (it) (1812-1879), médecin et sénateur
- Giuseppe Bertoja (it) (1803-1873), scénographe
- Pietro Bertoja (1828-1911), scénographe
- Joseph Brodsky (1940-1996), poète russe
- Ashley Clarke (1903-1994), ambassadeur britannique
- Serge de Diaghilev (1872-1929), impresario russe, voir Ballets russes
- Christian Doppler (1803-1853), mathématicien et physicien autrichien, voir effet Doppler
- Eduard Douwes Dekker (1820-1887), écrivain
- Giacomo Favretto (1849-1887), peintre
- Ermanno Wolf-Ferrari (1876-1948), compositeur
- Carl Filtsch (de) (1830-1845), pianiste
- Pietro Fragiacomo (1856-1922), peintre
- Giacinto Gallina (it) (1852-1897), dramaturge
- Léon Gischia (1903-1991), peintre français
- Carlo Gozzi (1720-1800) et Gasparo Gozzi (1713-1786), dramaturges
- Helenio Herrera (1916-1997), joueur et entraineur de football argentin
- Piero Leonardi (it) (1908-1998), géologue et paléontologue
- Lauretta Masiero (1927-2010), actrice
- Wilhelm Meyer (1824-1895), physicien danois
- Giustina Renier Michiel (1755- 1832), écrivain
- Pompeo Gherardo Molmenti (1852-1928), historien et journaliste
- Zoran Mušič (1909-2005), peintre slovène
- Luigi Nono (1924-1990), compositeur
- Martin Rico y Ortega (1833-1908), peintre espagnol
- Armando Pizzinato (1910-2004), peintre
- Alessandro Poerio (1802-1848), poète et patriote
- Giovanni Ponti (1896-1961), ministre
- Ezra Pound (1885-1972), poète, musicien et critique américain
- Louis Léopold Robert (1794-1835), graveur et peintre neuchâtelois
- Frederick Rolfe « baron Corvo » (1860-1913), écrivain, peintre, dessinateur et photographe anglais
- Natale Schiavoni (1777-1858), peintre
- Riccardo Selvatico (1849-1901), dramaturge[3]
- Lorenzo Santi Senese (+1839), architecte
- Igor Stravinsky (1882-1971), compositeur et chef d'orchestre russe
- Emilio Vedova (1919-2006), peintre et graveur
- François Vervloet (1795-1872), peintre belge
- Cesarina Vighy (it) (1936-2010), écrivaine
- Franz Wickhoff (1853-1909), historien de l’art autrichien
- Emilio Zago (it) (1852-1929), acteur
- Antonio Dal Zotto (1841-1918), sculpteur

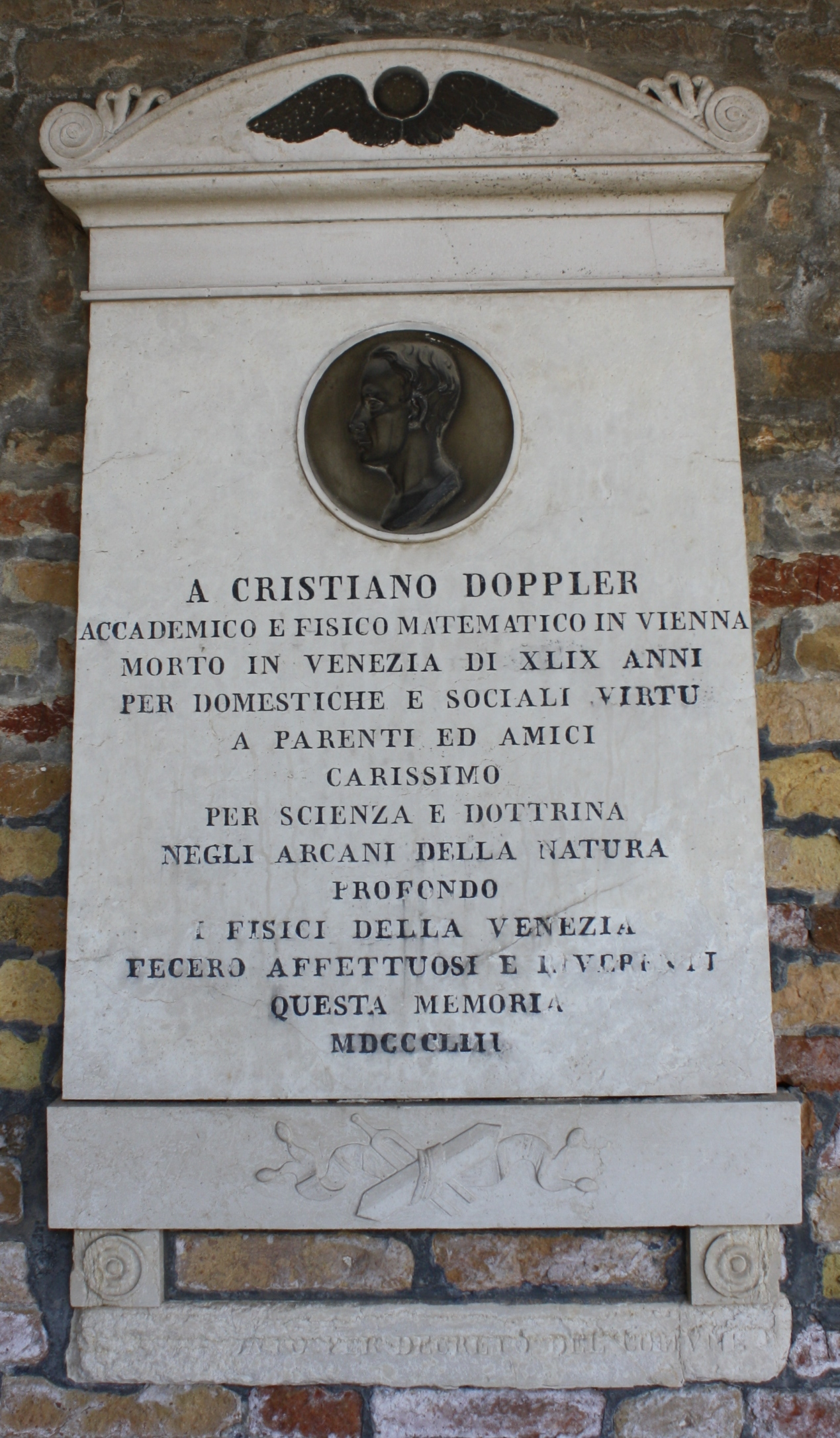
Christian Doppler (+1853)
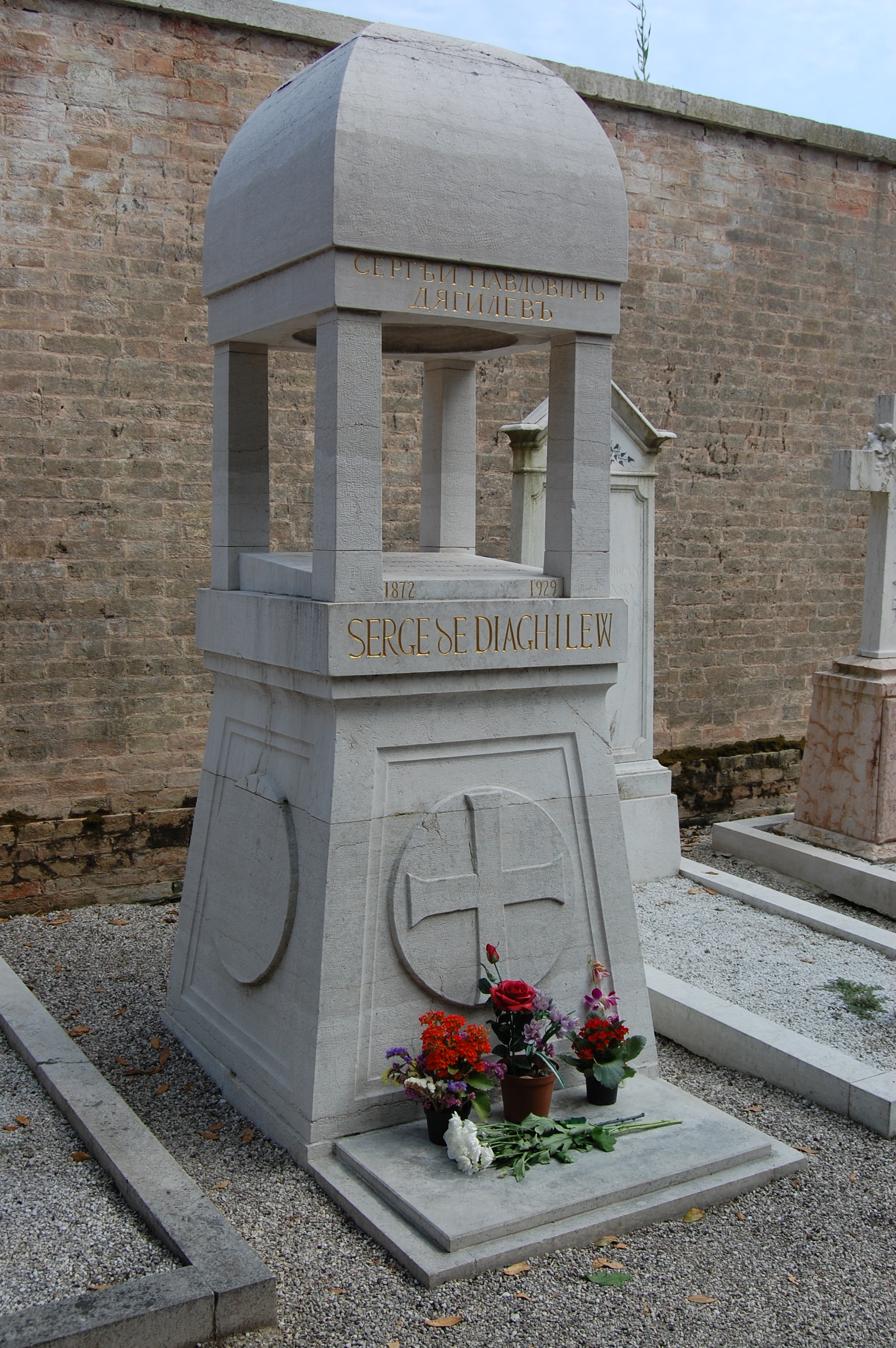
Serge de Diaghilev (+1929)
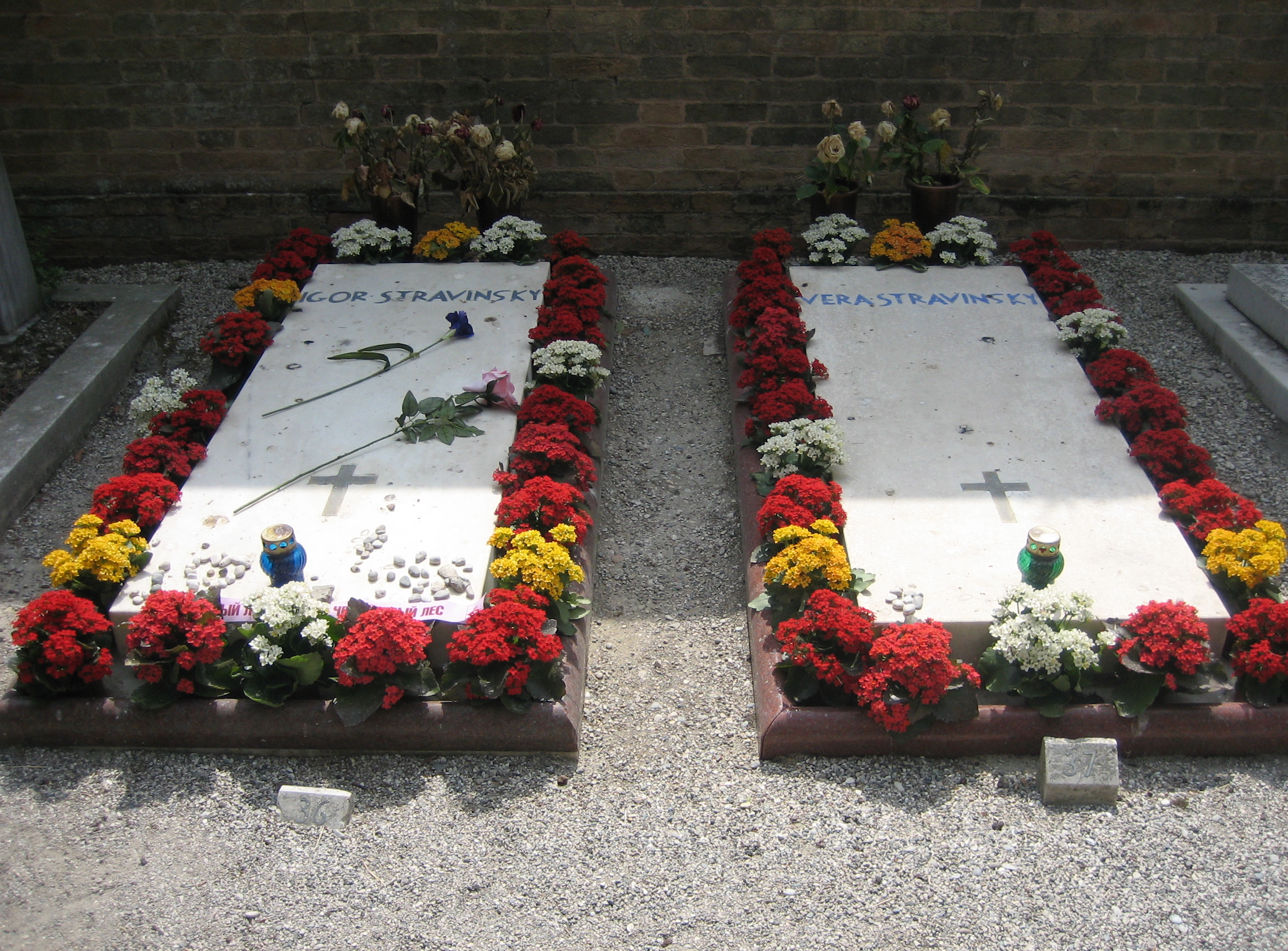
Igor (+1971) et Vera Stravinsky
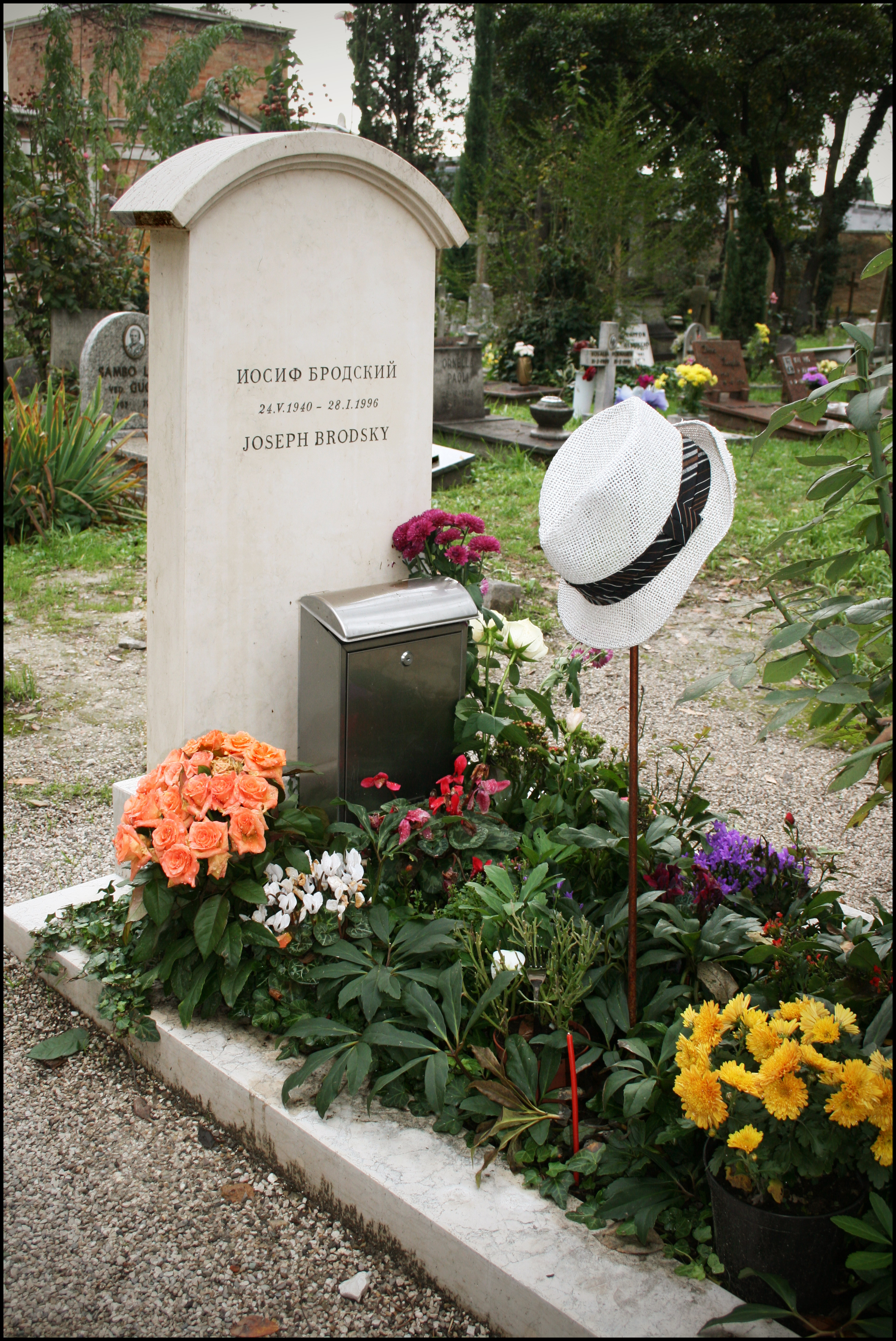
Joseph Brodsky (+1996)
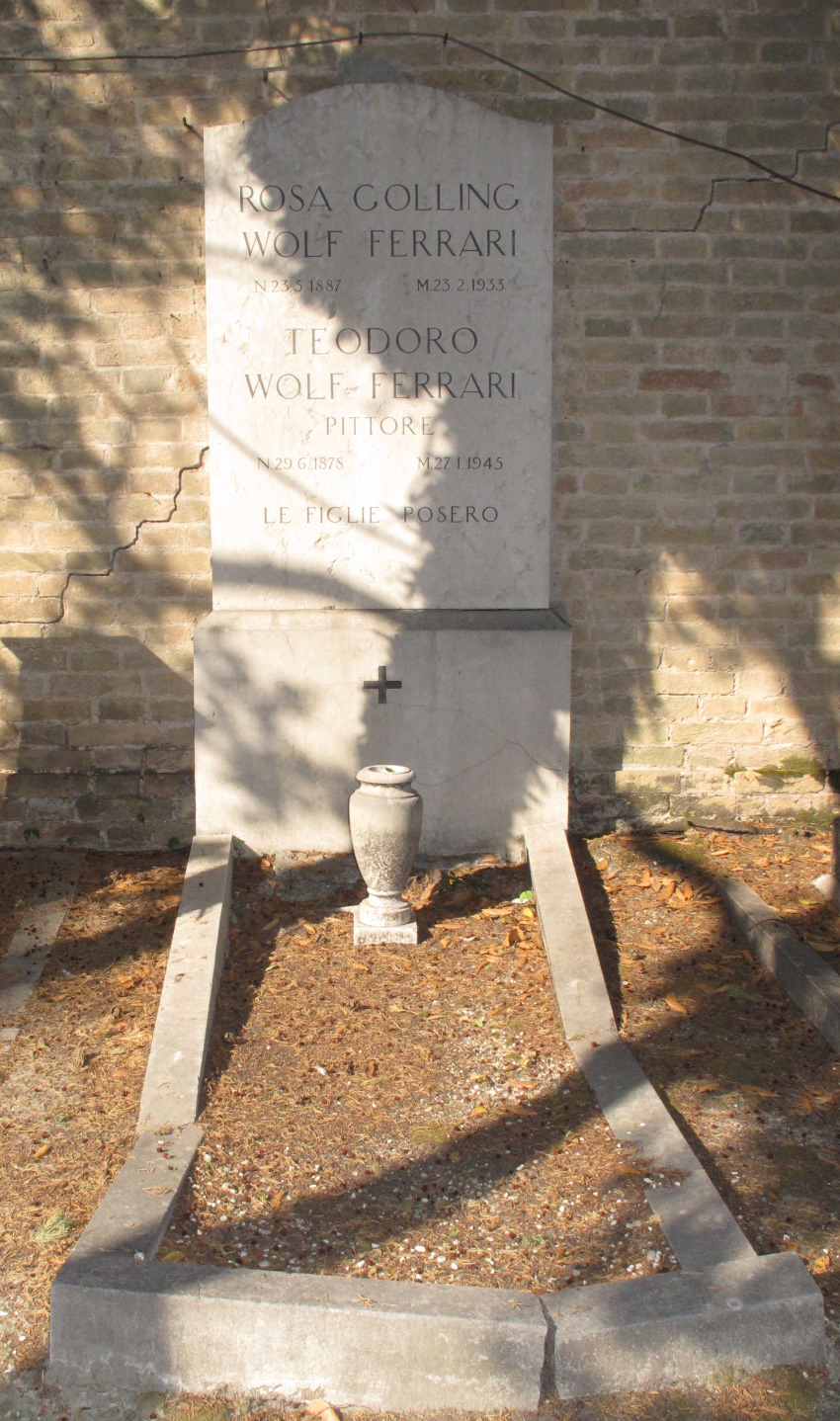
Teodoro Wolf-Ferrari (+1945)
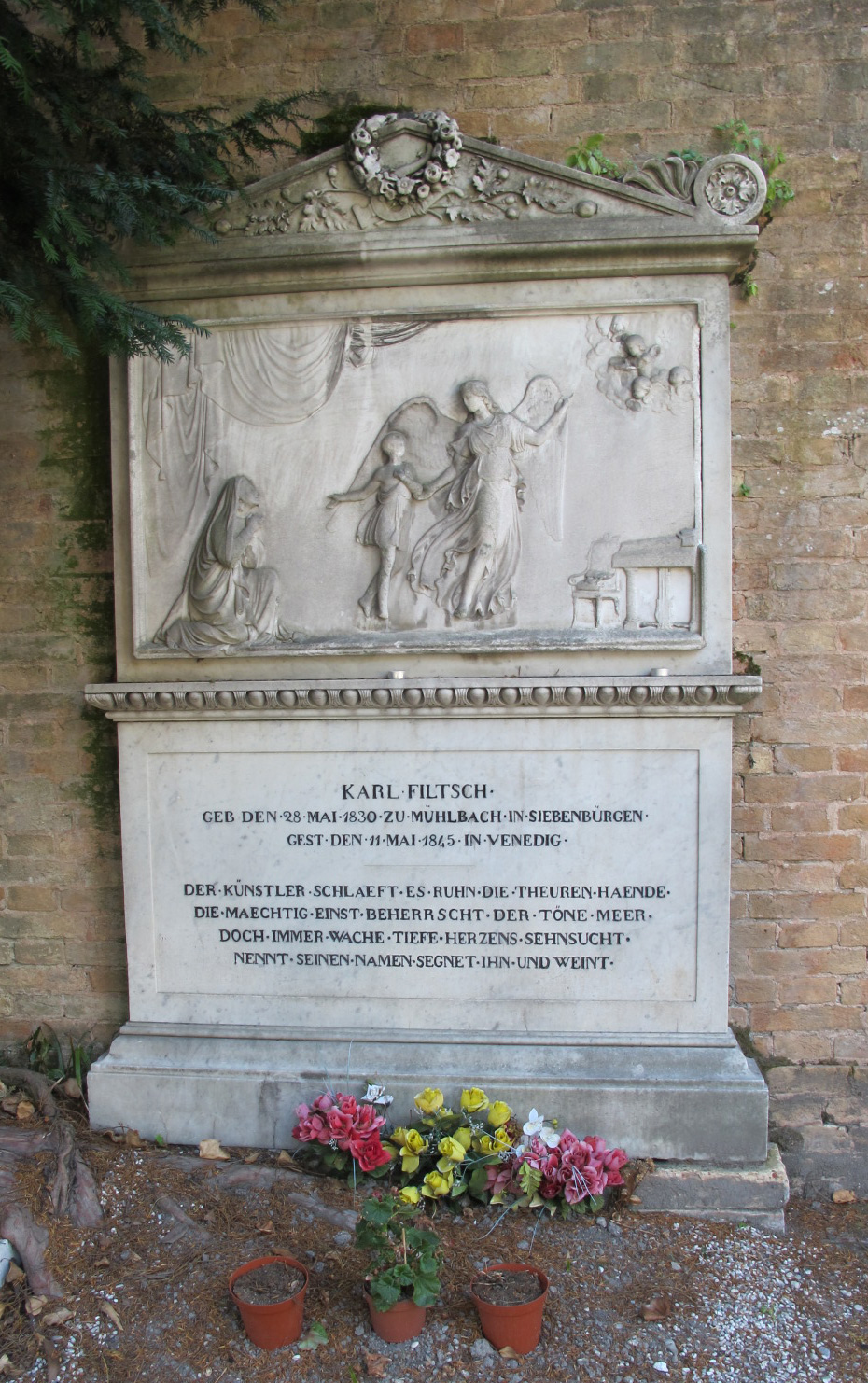
Karl Filtsch (+1845)
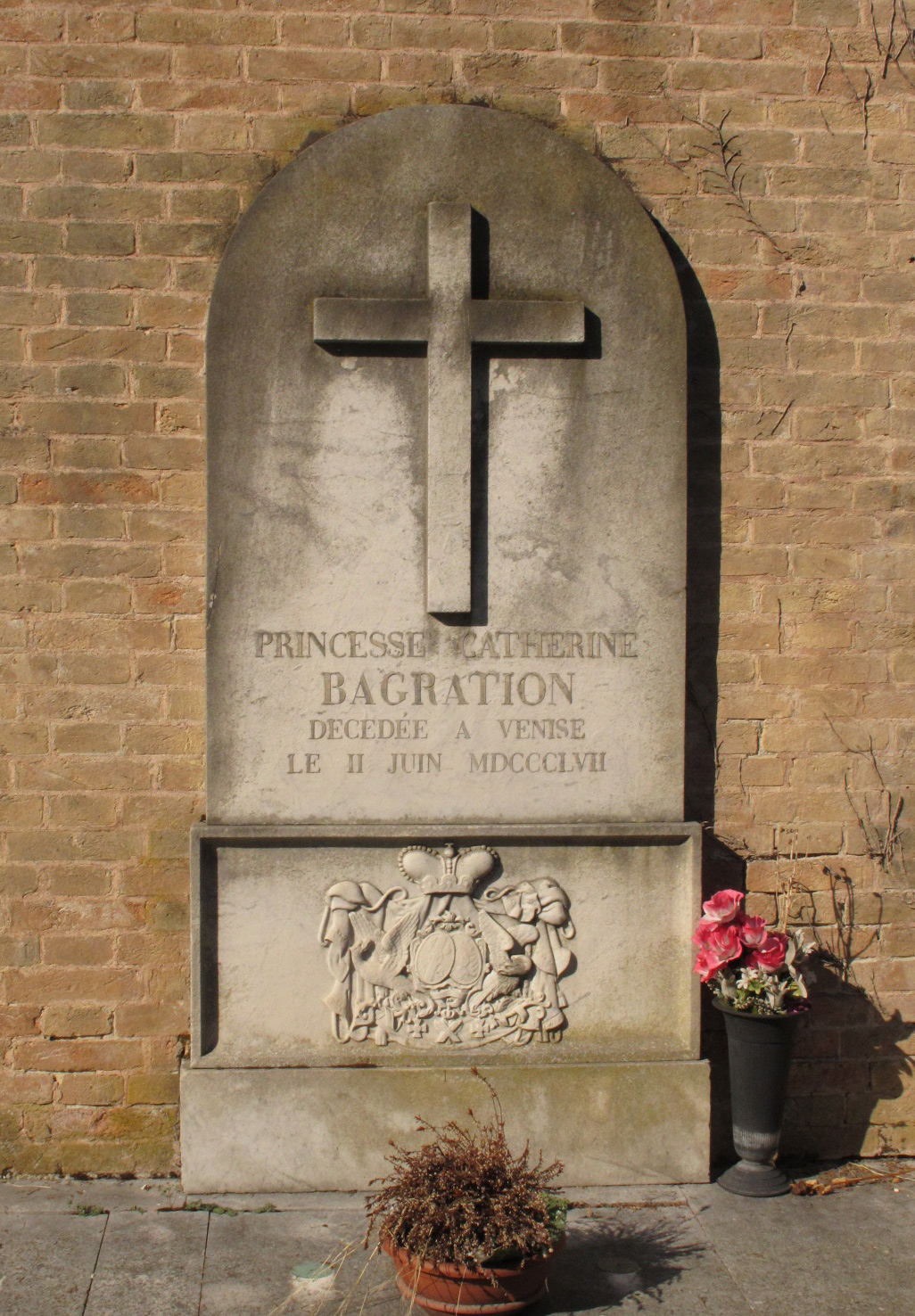
La princesse Catherine Bagration (+1857)
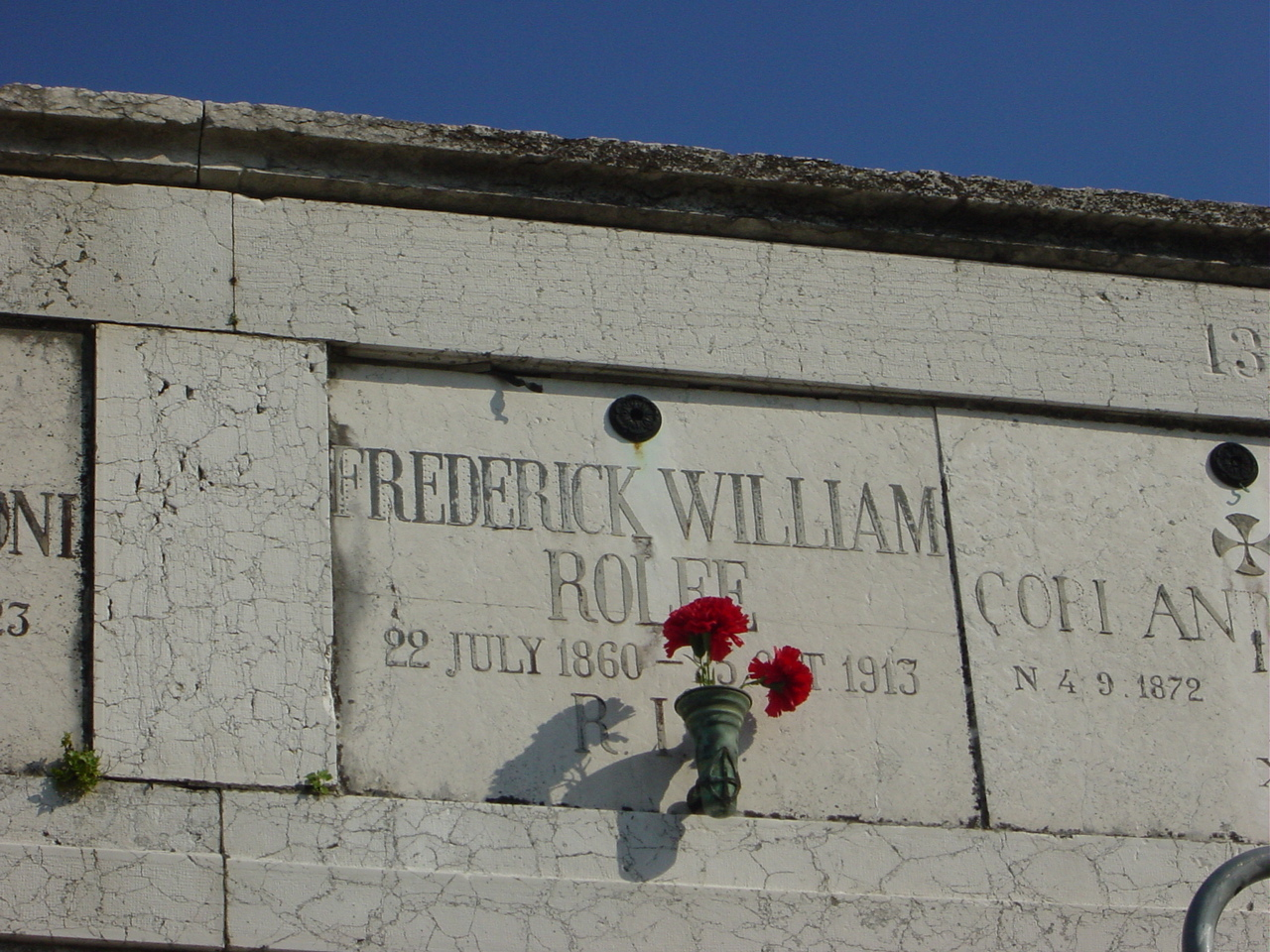
Frederick Rolfe (+1913)